# Хотелът на разбитите сърца
„Хотелът на разбитите сърца“ (на английски: Heartbreak Hotel) е американска комедия от 1988 г. Сценарист и режисьор е Крис Кълъмбъс, а във филма участват Дейвид Кийт и Тюсдей Уелд.